# Inowrocław
Inowrocław (en allemand : Inowrazlaw ; de 1904 à 1920 et de 1939 à 1945 : Hohensalza) est une ville de Pologne qui compte 72 561 habitants et 2 385 hab. au km2 (en 2019), pour une superficie de 30 km2. C'est un chef-lieu de powiat en français : « district » dans la voïvodie de Couïavie-Poméranie

## Histoire de la ville

### Origine et époque féodale
Le site est occupé depuis l’âge de la pierre. Au XIe siècle, la ville est un lieu où se tiennent des marchés. On exploite aussi le sel. Inowrocław reçoit les privilèges urbains en 1238 des mains de Casimir Ier de Cujavie. Jusqu’au milieu du XIVe siècle, la ville est la capitale d’un duché du même nom. Ensuite, elle est incorporée au royaume de Pologne. Dans la ville ont lieu les procès qui opposent la Pologne aux Chevaliers Teutoniques. Ainsi en 1321, les Teutoniques sont condamnés à rendre la Poméranie à la Pologne. De 1466 à 1772, la ville est le chef-lieu d’une voïvodie.

### Première occupation allemande
À la suite des partages de la Pologne, la ville est annexée par la Prusse et est l’objet d’une germanisation intensive. La ville reprend son essor au XIXe siècle : imprimerie (1840), école moyenne (1848), nouvel hôpital (1870), exploitation de plus en plus intensive du sel, station thermale (1875), fabrication de machines agricoles et de soude (1882), usine à gaz (1904), centrale électrique (1908), apparition du tramway (1912). La ville devient aussi un nœud ferroviaire important. Parallèlement à ce développement économique, les habitants participent à toutes les insurrections polonaises contre l’occupant (insurrection de Kościuszko, insurrection de Novembre 1830, insurrection de Janvier 1863).

### L'Entre-deux-guerres
À la suite d'un soulèvement de ses habitants, Inowrocław rejoint la Pologne ressuscitée en 1919. Pendant l’Entre-deux-guerres, la ville souffre durement de l’état catastrophique de l’économie polonaise. Le chômage et la criminalité explosent. En 1926, les forces de l’ordre répriment dans le sang une manifestation de travailleurs. Malgré les difficultés, la ville continue sa croissance. La verrerie Irena et une nouvelle mine de sel sont créées (1924). À côté de la station thermale, la construction de l’Institut des sciences naturelles se termine en 1927. En 1933, l’aéroport est terminé.

### Deuxième occupation allemande
En 1939, lors des premiers jours de l’occupation allemande, de nombreux habitants sont arrêtés parmi eux le bienheureux Stanislas Kubski (1876-Dachau 1942) béatifié en 1999. Durant la nuit du 22 au 23 octobre 1939, plus connue sous le nom de "Krwawa niedziela" (le dimanche sanglant), beaucoup d'habitants furent arrêtés ou exécutés. La nuit du 30 novembre 1939, les Allemands expulsent de la ville 1 000 familles polonaises. De 1939 à 1944, la ville accueille un camp de transit d’une capacité de 10 000 personnes pour les Polonais déplacés. Des camps accueillent également des prisonniers anglais, français et soviétiques condamnés aux travaux forcés, 900 seront tués. De 1943 à 1944, il y aura aussi un camp qui accueille jusqu’à 1 000 officiers français prisonniers.

### L'époque communiste
Le 21 janvier 1945, la ville est libérée par l’Armée rouge. Le dernier raid aérien allemand eut lieu le 4 avril suivant, avec seulement un avion qui largua quatre bombes à fragmentation.
De 1950 à 1998, Inowrocław faisait partie de la voïvodie de Bydgoszcz. Le district (powiat) d'Inowrocław est ensuite créé le 1er janvier 1999.

## Géographie

### Situation
Inowrocław est situé sur la Noteć, à 35 km au sud-ouest de Torun et 42 km au sud-est de Bydgoszcz. La ville se trouve sur une couche de sel de 10 à 20 m d’épaisseur en moyenne.
Inowrocław est un nœud important du réseau ferroviaire polonais. Elle est également un carrefour routier important.

### Climat
| Mois         | jan. | fév. | mars | avril | mai  | juin | jui. | août | sep. | oct. | nov. | déc. | année |
| ------------ | ---- | ---- | ---- | ----- | ---- | ---- | ---- | ---- | ---- | ---- | ---- | ---- | ----- |
| T. min. moy. | −4   | −4   | −1   | 3     | 8    | 11   | 13   | 12   | 9    | 5    | 1    | −2   | 4     |
| T. max. moy. | 1    | 2    | 7    | 13    | 19   | 22   | 24   | 24   | 18   | 13   | 5    | 2    | 13    |
| J. avec gel  | 10,7 | 7,5  | 2,1  | 0     | 0    | 0    | 0    | 0    | 0    | 0    | 2,9  | 8,2  | 31,4  |
| Préc. (mm)   | 19,5 | 21,1 | 23,7 | 24,8  | 32,4 | 43,2 | 64,9 | 43,4 | 41,1 | 25,3 | 25,7 | 29,2 | 394,3 |
| J. avec n.   | 16   | 14,9 | 7,8  | 0,7   | 0    | 0    | 0    | 0    | 0    | 0    | 4    | 14,4 | 57,7  |

| Diagramme climatique                                  |         |         |         |         |          |          |          |         |         |        |         |
| J                                                     | F       | M       | A       | M       | J        | J        | A        | S       | O       | N      | D       |
| 1−419,5                                               | 2−421,1 | 7−123,7 | 13324,8 | 19832,4 | 221143,2 | 241364,9 | 241243,4 | 18941,1 | 13525,3 | 5125,7 | 2−229,2 |
| Moyennes : • Temp. maxi et mini °C • Précipitation mm |         |         |         |         |          |          |          |         |         |        |         |

## Toponymie

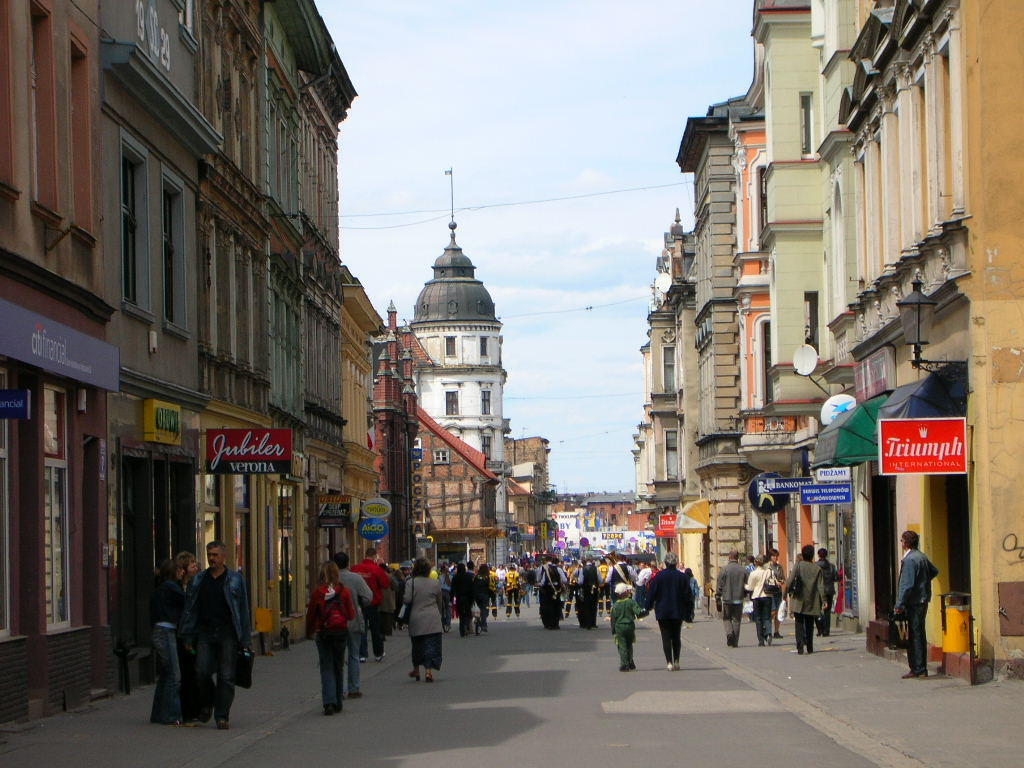
Rue principale menant à la place du Marché.

La première mention historique de la ville date de 1185. La ville est appelée Novus Wladislaw. Wladislaw fait référence au nom Włodzisław, qui en vieux polonais signifiait Władysław (Ladislas). Novus (nouveau) suggère un lien avec Włocławek, peut-être parce que la ville a été fondée par des anciens habitants de Włocławek. À partir du XIIIe siècle, la ville est qualifiée de Juvenis (Jeune) et le nom de la ville se latinise pour devenir Wladislavia. L’évolution du nom donne très vite Juniwladislavia. Par la suite le nom devient Iuniwłocław et puis Inowłocław.
Parallèlement au nom polonais, il y a un nom allemand. Au Moyen Âge, la ville s’appelle Leslau ou Jungleslau. Par la suite, le nom se rapproche de la forme polonaise et devient Inowrazlaw. En 1904, à la suite de la politique de germanisation, la ville est baptisée Hohensalza (littéralement « Haut Sel »).
Après le soulèvement de la Grande-Pologne et la résurrection de la Pologne, le nom prend sa forme définitive d’Inowrocław.

## Démographie
La population d'Inowrocław était de 79 571 habitants en 1997 et de 74 258 en 2015, selon le Bureau central des statistiques de Pologne (Główny Urząd Statystyczny - GUS), en 2019 (31 décembre) - 72 561.
- Données à partir du 30 juin 2004 et à partir du 31 décembre 2014:

| Description                                    | Habitants     | Habitants | Femmes        | Femmes    | Hommes        | Hommes    |
| ---------------------------------------------- | ------------- | --------- | ------------- | --------- | ------------- | --------- |
| Unité                                          | Nombre        | %         | Nombre        | %         | Nombre        | %         |
| Population 2004 Population 2014                | 77 647 74 564 | 100       | 40 834 39 161 | 52,6 52,5 | 36 813 35 403 | 47,4 47,5 |
| Densité de la population (hbts./km2) 2004 2014 | 2552,5 2451,0 | 100 100   | 1342,3 1287,0 | 52,6 52,5 | 1210,2 1164,0 | 47,4 47,5 |

Le revenu moyen en 2005 par habitant était de 1577,91 zł.
- Tableau de population au cours des derniers 120 ans:

## Économie

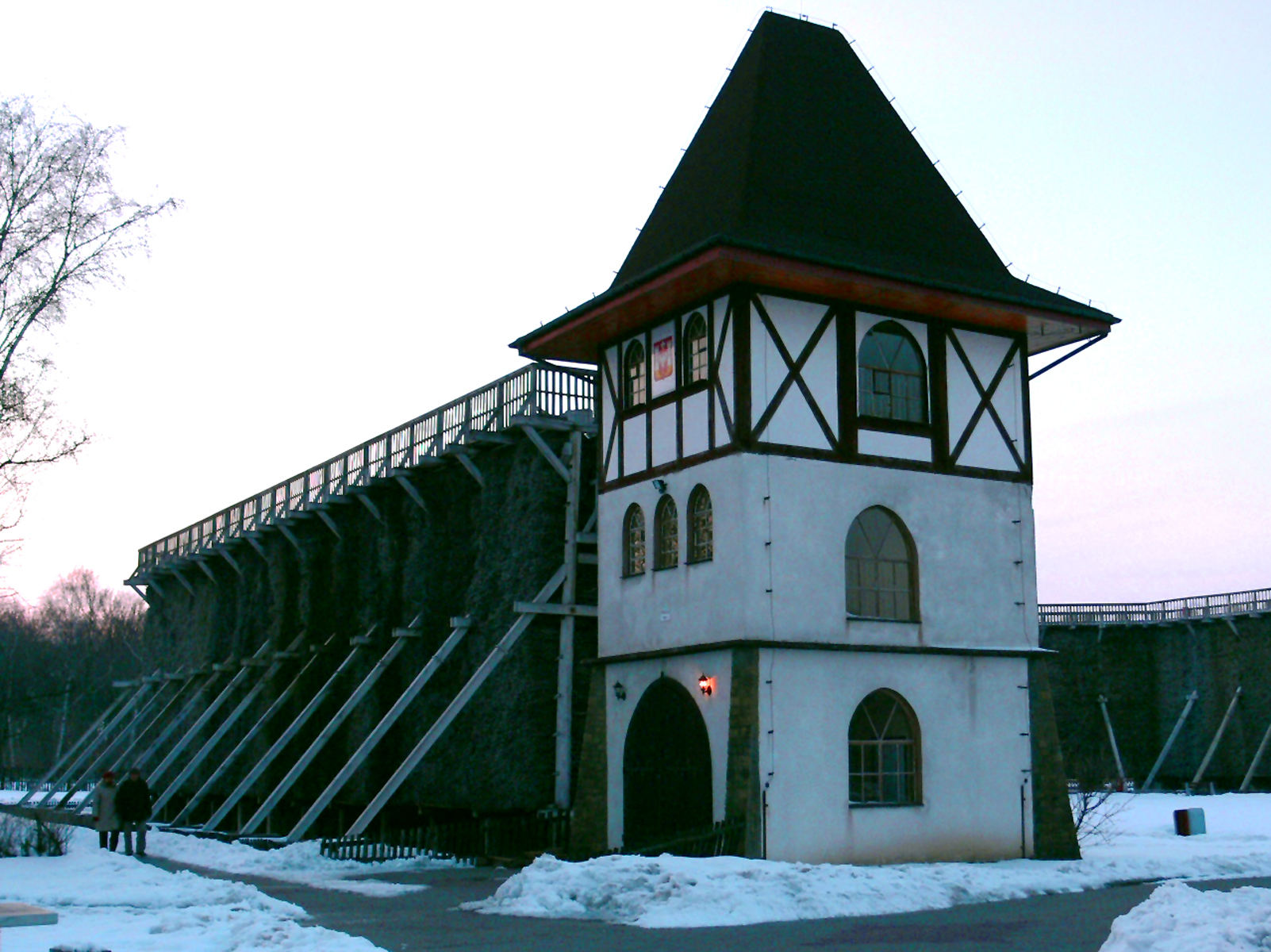
Tour de graduation.

Inowrocław est un des principaux centres économiques de Couïavie-Poméranie :
- Industries chimiques
- Verrerie
- Mine de sel
- Station thermale et soins de santé

## Tourisme
- Monuments

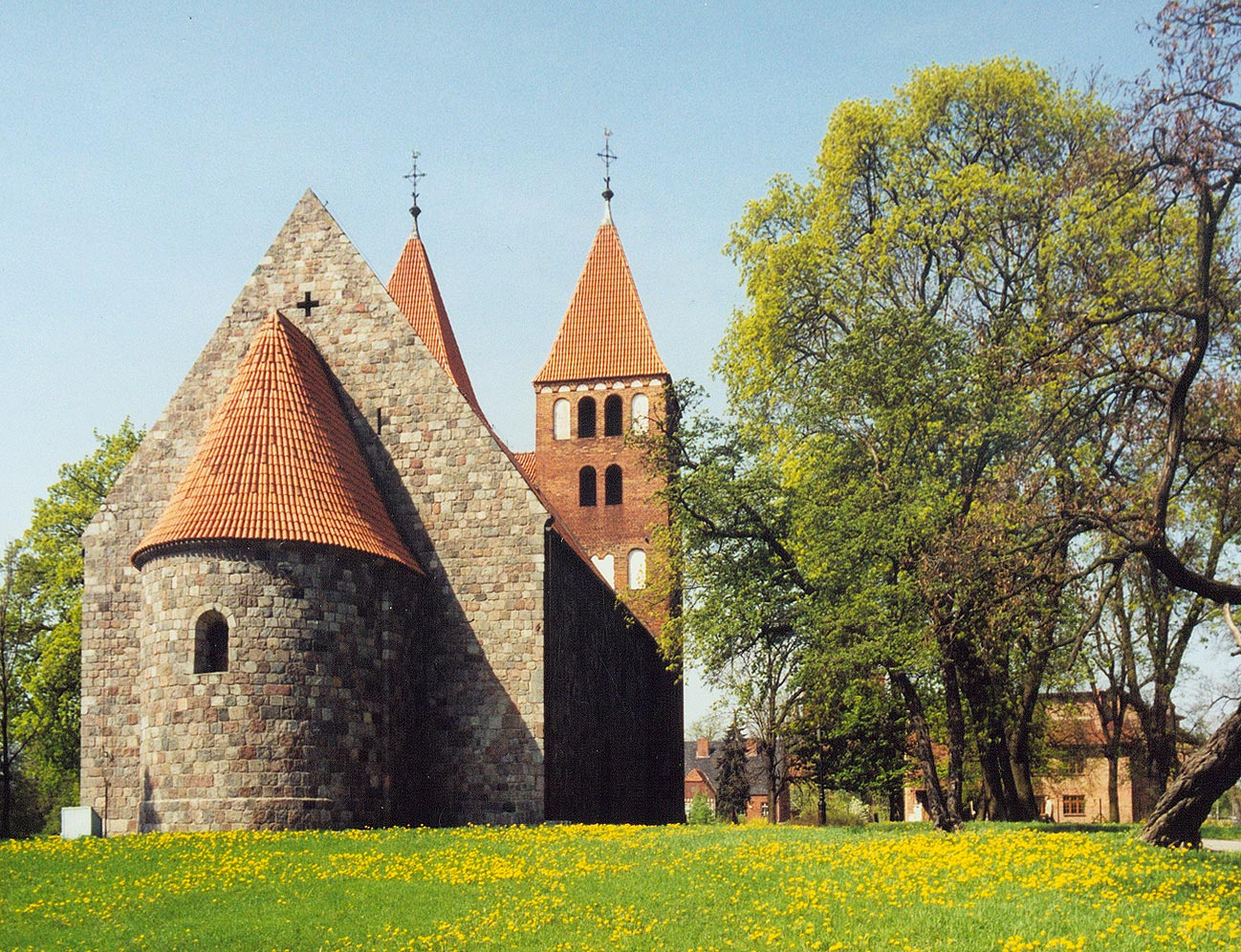
Église Notre-Dame.

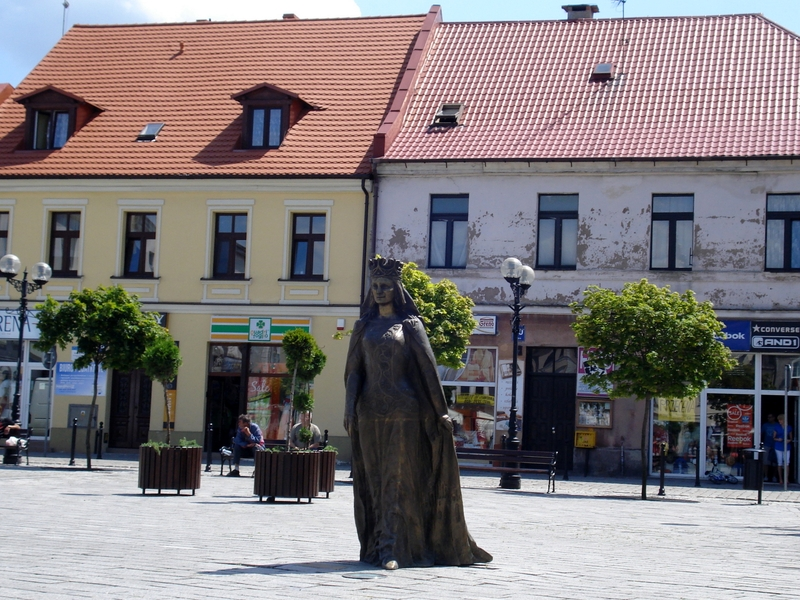
Place du Marché avec la statue de Sainte Hedvige.

  - Église Notre-Dame de style roman (fondée au début du XIIIe siècle, reconstruite de 1950 à 1952)
  - Église Saint-Nicolas de style gothique tardif (fondée au XVe siècle, reconstruite au XVIIe siècle)
- Station thermale

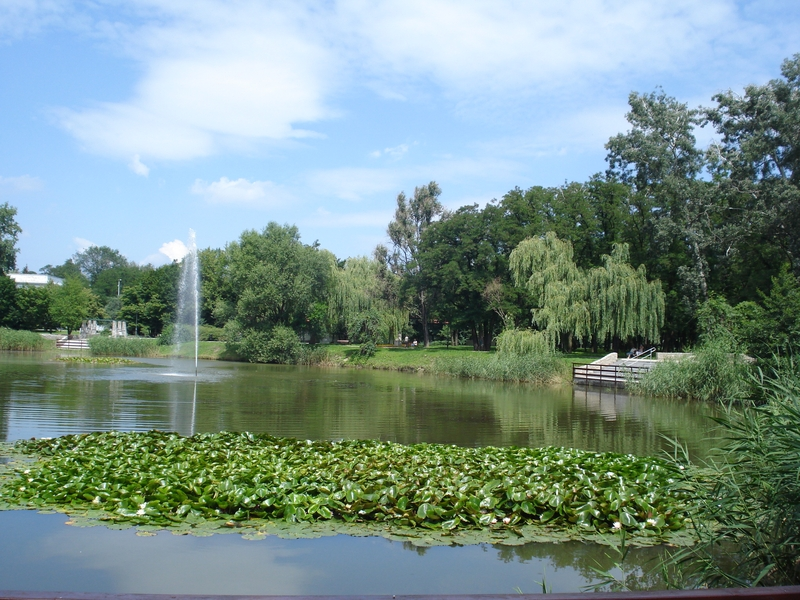
L'étang au Park Solankowy.

- Park Solankowy - le parc d'une surface environ de 85 hectares[5].
- Musée J. Kasprowicz
- Le bâtiment de graduation, construit dans la deuxième moitié du XXe siècle.
- La synagogue détruite en 1939 par les nazis.

## Jumelages
- Bad Oeynhausen (Allemagne)
- Fismes (France)
- Wear Walley (Royaume-Uni)

## Personnalités liées à la commune
- Zbigniew Milewski (né en 1950), footballeur polonais, est né à Inowrocław.
- Tomasz Peta (1951-), archevêque de l'archidiocèse d'Astana au Kazakhstan.